# 프리드리히 카를 폰 헤센
프리드리히 카를 루트비히 콘스탄틴 폰 헤센카셀 방백(독일어: Friedrich Karl Ludwig Konstantin Prinz und Landgraf von Hessen-Kassel, 1868년 5월 1일 ~ 1940년 5월 28일)은 독일 황제 빌헬름 2세의 매제로, 1918년 10월 9일 핀란드의 국왕으로 선출되었으나, 12월 14일 왕위를 포기했다.

## 어린 시절
홀슈타인 지역에 있었던 집에서 태어났다. 당시 영주였던 프리드리히 빌헬름과 안나의 셋째 아들로 태어났다. 프리드리히 빌헬름은 덴마크 군무관이었고, 1840년대에 크리스티안 8세의 남성 후계자가 모두 사망하였을 때의 후계자로 지목받았지만, 1851년 여동생 루이제에게 계승권을 이양하였다. 그는 인생을 덴마크에서 살았으나 1875년 헤센카셀 선제후가의 한 계통가 끊기면서 영지가 있었던 북부 독일로 이주하였다.
1893년 1월 25일 프리드리히 3세의 막내딸 프로이센의 마르가레테 공주와 결혼하였고 여섯 명의 아들을 두었는데 그 중에는 쌍둥이도 두 쌍 있었다. 아버지가 죽은 이후 헤센카셀 왕가의 수장은 맏형 프리드리히 빌헬름이 이어받았다.

## 핀란드 국왕
1918년 10월 9일에 핀란드 국회에서 프리드리히 카를을 새로운 핀란드 왕국의 국왕으로 선출하였다. 하지만 제1차 세계 대전 종전 이후, 빌헬름 2세의 퇴위로 독일 제국이 멸망하고 바이마르 공화국이라는 공화국으로 전환되면서, 핀란드인은 왕국 설립을 불필요하게 생각하였고 자신도 군주의 지위를 원하지 않았다. 제1차 세계 대전 당시 연합군의 공식 입장은 알려지지 않았다. 결국 1918년 12월 14일에 프리드리히 카를은 핀란드 국왕 지위를 반납하였다. 이후 핀란드는 공화정을 수립하는 것으로 가닥을 잡고 핀란드 왕국의 해산을 선언하였다.

## 이후 생활
1925년 3월 16일 알렉산더 프리드리히가 헤센카셀 왕가의 수장 지위와 명목상의 헤센카셀 방백 지위를 넘겨주면서 그가 직위를 이어받았다. 사후에는 셋째 아들 필리프가 이를 이어받았고, 넷째 아들 볼프강은 명목상의 핀란드 국왕 자리를 이어받았다.

## 같이 보기
- 카를 슈테판 폰 외스터라이히 대공

## 참고
- 헬싱긴 사노맛 지의 프리드리히 카를에 관한 글 보관됨 2016-03-03 - 웨이백 머신